# Byzantinisches Archiv
Byzantinisches Archiv ist der Name einer Schriftenreihe zur Byzantinistik, die 1898 von Karl Krumbacher als Begleithefte zur Byzantinischen Zeitschrift begründet wurde. In der Reihe sind in unregelmäßigem Abstand bislang 41 Bände erschienen (Stand: Juni 2023). Die Reihe erschien zunächst im Verlag B. G. Teubner Leipzig, später im Verlag C. H. Beck München und seit 1997 im Verlag Walter de Gruyter.

## Liste der Bände
| Nr. | Autor                                                                                   | Titel | Jahr | Bemerkungen                          |
| --- | --------------------------------------------------------------------------------------- | --- | ---- | ------------------------------------ |
| 1   | Karl Dieterich                                                                          | Untersuchungen zur Geschichte der griechischen Sprache. Von der hellenistischen Zeit bis zum 10. Jh. n. Chr.                                                                                              | 1898 |                                      |
| 2   | Josef Strzygowski                                                                       | Der Bilderkreis des griechischen Physiologus des Kosmas Indikopleustes und Oktateuch nach Handschriften der Bibliothek zu Smyrna                                                                          | 1899 |                                      |
| 3   | Victor Gardthausen                                                                      | Sammlungen und Cataloge griechischer Handschriften | 1903 |                                      |
| 4   | Giannino Ferrari                                                                        | I documenti greci medioevali di diritto privato dell’Italia meridionale e loro attinenze con quelli bizantini d’Oriente e coi papiri greco-egizii                                                         | 1910 |                                      |
| 5   | Johann Baptist Aufhauser                                                                | Das Drachenwunder des Heiligen Georg in der griechischen und lateinischen Überlieferung | 1911 |                                      |
| 6   | Anton Glas                                                                              | Die Kirchengeschichte des Gelasios von Kaisareia | 1914 |                                      |
| 7   | Antonios Sigalas                                                                        | Des Chrysippos von Jerusalem Enkōmion auf den hl. Theodōros Teron | 1921 |                                      |
| 8   | Friedrich Fuchs                                                                         | Die höheren Schulen von Konstantinopel im Mittelalter | 1926 |                                      |
| 9   | Franz Dölger                                                                            | Beiträge zur Geschichte der byzantinischen Finanzverwaltung besonders des 10. und 11. Jahrhunderts | 1927 |                                      |
| 10  | Johannes Karayannopulos                                                                 | Die Entstehung der byzantinischen Themenordnung | 1959 |                                      |
| 11  | Kariophilis Mitsakis                                                                    | The language of Romanos the melodist | 1967 |                                      |
| 12  | Rudolf Riedinger                                                                        | Pseudo-Kaisarios. Überlieferungsgeschichte und Verfasserfrage | 1969 |                                      |
| 13  | Dietrich Claude                                                                         | Die byzantinische Stadt im 6. Jahrhundert | 1969 |                                      |
| 14  | Paul Speck                                                                              | Die Kaiserliche Universität von Konstantinopel. Präzisierungen zur Frage des höheren Schulwesens in Byzanz im 9. und 10. Jahrhundert                                                                      | 1974 |                                      |
| 15  | Gerhard Podskalsky                                                                      | Theologie und Philosophie in Byzanz. Der Streit um die theologische Methodik in der spätbyzantinischen Geistesgeschichte (14./15. Jh.), seine systematischen Grundlagen und seine historische Entwicklung | 1977 | Habilitationsschrift (1975)          |
| 16  | Stefan Sinos                                                                            | Die Klosterkirche der Kosmosoteira in Bera (Vira) | 1985 |                                      |
| 17  | Georgios Makris                                                                         | Ignatios Diakonos und die Vita des Hl. Gregorios Dekapolites. Edition und Kommentar | 1997 | Habilitationsschrift                 |
| 18  | Andreas Külzer                                                                          | Disputationes graecae contra Iudaeos | 1999 |                                      |
| 19  | Cordula Scholz (Hrsg.)                                                                  | Polypleuros nous. Miscellanea für Peter Schreiner zu seinem 60. Geburtstag | 2000 | Festschrift für Peter Schreiner      |
| 20  | Martin Hinterberger, Elisabeth Schiffer (Hrsg.)                                         | Byzantinische Sprachkunst. Studien zur byzantinischen Literatur gewidmet Wolfram Hörandner zum 65. Geburtstag                                                                                             | 2007 | Festschrift für Wolfram Hörandner    |
| 21  | Sofia Kotzabassi                                                                        | Das hagiographische Dossier der heiligen Theodosia von Konstantinopel | 2009 |                                      |
| 22  | Sofia Kotzabassi, Giannis Mavromatis (Hrsg.)                                            | Realia Byzantina | 2009 | Festschrift für Apostolos Karpozilos |
| 23  | Apostolos Spanos                                                                        | Codex Lesbiacus Leimonos 11. Annotated Critical Edition of an Unpublished Byzantine "Menäon" for June | 2010 |                                      |
| 24  | Foteini Kolovou                                                                         | Byzanzrezeption in Europa | 2012 |                                      |
| 25  | Sergei Mariev, Wiebke-Marie Stock (Hrsg.)                                               | Aesthetics and Theurgy in Byzantium | 2013 |                                      |
| 41  | Isabel Grimm-Stadelmann, Alexander Riehle, Raimondo Tocci, Martin Marko Vučetić (Hrsg.) | Anekdota Byzantina. Studien zur byzantinischen Geschichte und Kultur. Festschrift für Albrecht Berger anlässlich seines 65. Geburtstags                                                                   | 2023 | Festschrift für Albrecht Berger      |